# Legrandit
Legrandit ist ein selten vorkommendes Mineral aus der Mineralklasse der „Phosphate, Arsenate und Vanadate“ mit der chemischen Zusammensetzung Zn2[OH|AsO4]·H2O und damit chemisch gesehen ein wasserhaltiges Zink-Arsenat mit zusätzlichen Hydroxidionen.
Legrandit kristallisiert im monoklinen Kristallsystem und entwickelt prismatische Kristalle von bis zu 28 Zentimetern Länge, die oft zu radialstrahligen oder garbenähnlichen Mineral-Aggregaten verbunden sind. In reiner Form ist er farblos und durchsichtig mit einem glasähnlichen Glanz auf den Oberflächen. Durch vielfache Lichtbrechung aufgrund von Gitterbaufehlern oder polykristalliner Ausbildung kann er aber auch durchscheinend weiß sein und durch Fremdbeimengungen eine wachsgelbe bis orangegelbe Farbe annehmen.

## Etymologie und Geschichte

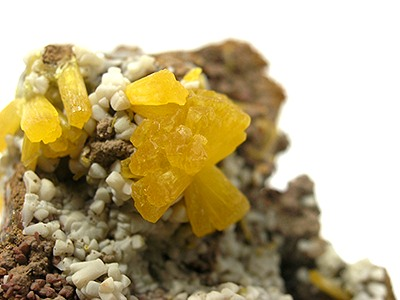
Legrandit auf Smithsonit aus der Typlokalität „Flor de Peña“ (Gesamtgröße der Stufe: 5,4 × 4,1 × 2,1 cm)

Erstmals entdeckt wurde Legrandit in Mineralproben aus der Grube „Flor de Peña“ bei Lampazos de Naranjo im mexikanischen Bundesstaat Nuevo León. Julien Drugman, der das neue Mineral zusammen mit Max H. Hey 1932 beschrieb, hatte von der Witwe des belgischen Ingenieurs und Grubenmanagers Louis C. A. Legrand (1861–1920) eine Vielzahl von Mineralproben erhalten, unter der auch eine hellgelbe und bisher unbekannte Substanz war.
Drugman und Hey benannten des neu entdeckte Mineral zu Ehren seines Entdeckers Legrand.
Das Typmaterial des Minerals wird im Natural History Museum in London (England) unter Katalog-Nr. 1932,131 sowie an der Harvard University in Cambridge (Massachusetts, USA) unter der Katalog-Nr. 92567 und im National Museum of Natural History in Washington, D.C. (USA) unter der Katalog-Nr. 114810 aufbewahrt.

## Klassifikation
Bereits in der mittlerweile veralteten 8. Auflage der Mineralsystematik nach Strunz gehörte der Legrandit zur Mineralklasse der „Phosphate, Arsenate und Vanadate“ und dort zur Abteilung der „Wasserhaltige Phosphate, Arsenate und Vanadate mit fremden Anionen“, wo er zusammen mit Euchroit, Nissonit, Spencerit, Strashimirit und Tagilit (diskreditiert 2006) die unbenannte Gruppe VII/D.02 bildete.
Im zuletzt 2018 überarbeiteten und aktualisierten Lapis-Mineralienverzeichnis nach Stefan Weiß, das sich aus Rücksicht auf private Sammler und institutionelle Sammlungen noch nach dieser klassischen Systematik von Karl Hugo Strunz richtet, erhielt das Mineral die System- und Mineral-Nr. VII/D.07-50. In der „Lapis-Systematik“ entspricht dies ebenfalls der Klasse „Phosphate, Arsenate und Vanadate“ und dort der Abteilung „Wasserhaltige Phosphate, mit fremden Anionen“, wo Legrandit zusammen mit Cloncurryit, Domerockit, Euchroit, Nevadait, Nissonit, Ianbruceit, Kovdorskit, Lapeyreit, Spencerit, Strashimirit und Whitecapsit eine eigenständige, aber unbenannte Gruppe bildet.
Die seit 2001 gültige und von der International Mineralogical Association (IMA) bis 2009 aktualisierte 9. Auflage der Strunz’schen Mineralsystematik ordnet den Legrandit ebenfalls in die Abteilung der „Phosphate usw. mit zusätzlichen Anionen; mit H2O“ ein. Diese ist allerdings weiter unterteilt nach der relativen Größe der beteiligten Kationen und dem Stoffmengenverhältnis der weiteren Anionen zum Phosphat-, Arsenat- bzw. Vanadatkomplex (RO4), so dass das Mineral entsprechend seiner Zusammensetzung in der Unterabteilung „Mit ausschließlich mittelgroßen Kationen; (OH usw.) : RO4 = 1 : 1 und < 2 : 1“ zu finden ist, wo es als einziges Mitglied die unbenannte Gruppe 8.DC.10 bildet.
Auch die vorwiegend im englischen Sprachraum gebräuchliche Systematik der Minerale nach Dana ordnet den Legrandit in die Klasse der „Phosphate, Arsenate und Vanadate“ und dort in die Abteilung der „Wasserhaltigen Phosphate etc., mit Hydroxyl oder Halogen“ ein. Hier ist er zusammen mit Spencerit in der unbenannten Gruppe 42.06.04 innerhalb der Unterabteilung der „Wasserhaltigen Phosphate etc., mit Hydroxyl oder Halogen mit (AB)2(XO4)Zq × x(H2O)“ zu finden.

## Kristallstruktur

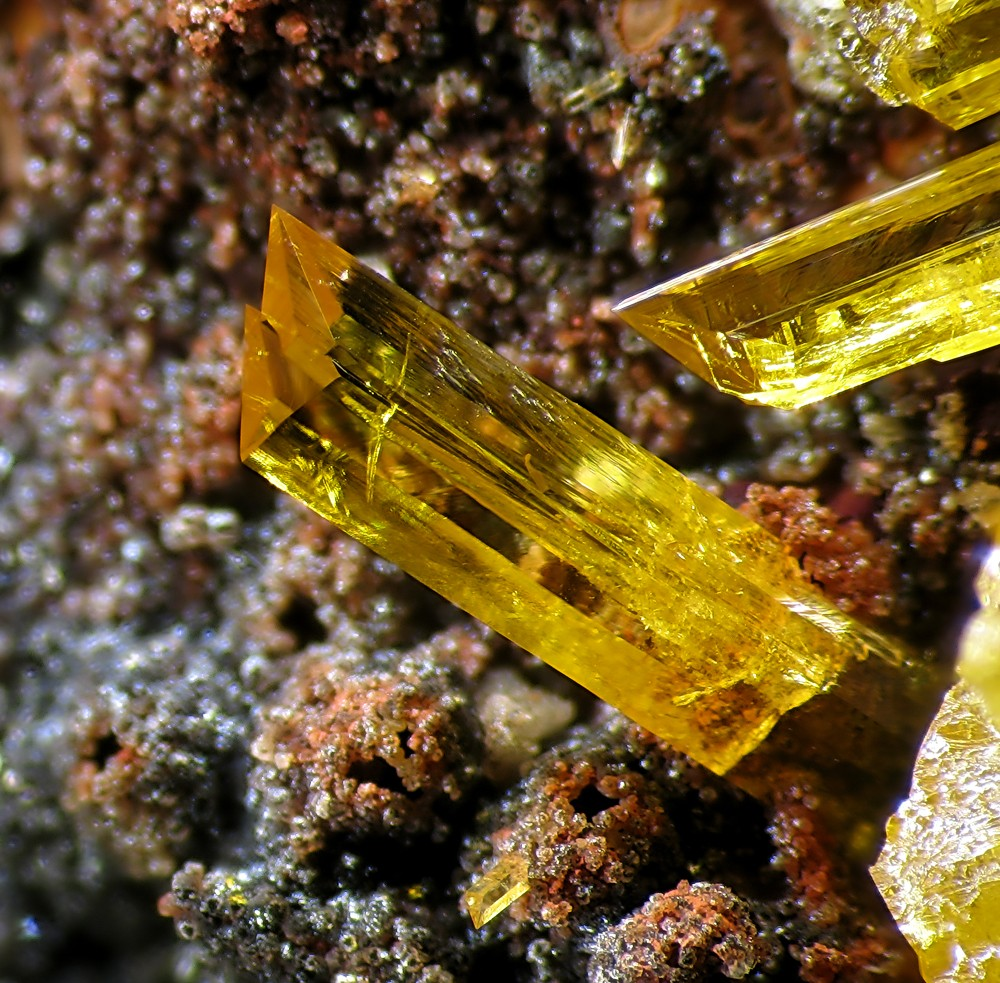
Legrandit-Kristalle mit deutlich sichtbarem, monoklin-prismatischem Habitus aus der „Ojuela Mine“, Mexiko (Sichtfeld: 8 mm)

Legrandit kristallisiert monoklin in der Raumgruppe P21/c (Raumgruppen-Nr. 14) mit den Gitterparametern a = 12,80 Å; b = 7,93 Å; c = 10,21 Å und β = 104,4° sowie 8 Formeleinheiten pro Elementarzelle.
Die Kristallstruktur von Legrandit besteht aus kantenverknüpften, 6-fach koordinierten Zn[6]-Oktaedern, die Ketten parallel der a-Achse [100] bilden. Diese Ketten sind über eckverknüpfte AsO4-Tetraeder und trigonale Zn-Dipyramiden miteinander verbunden.

## Bildung und Fundorte

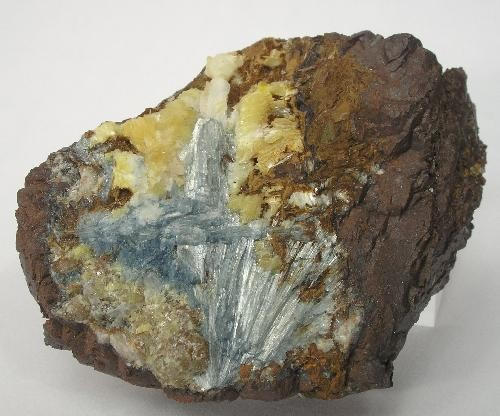
Legrandit (hellgelb) und Köttigit (blaugrau) aus der Grube Ojuela bei Mapimí in Mexiko
(Größe: 4 × 4 × 1,5 cm)

Legrandit ist ein Sekundärmineral, das sich in der Oxidationszone von zink- und arsenhaltigen Lagerstätten bildet. Selten findet er sich auch in granitischen Pegmatiten. Als Begleitminerale treten unter anderem Adamin, Köttigit, Leiteit, Paradamin, Pharmakosiderit, Renierit, Skorodit und Smithsonit auf.
Als seltene Mineralbildung konnte Legrandit nur an wenigen Fundorten nachgewiesen werden, wobei bisher rund 20 Fundorte (Stand: 2019) als bekannt gelten. Neben seiner Typlokalität, der Grube „Flor de Peña“, trat das Mineral in Mexiko noch in der Grube „El Potosí“ bei Francisco Portillo (Chihuahua) und in der Grube „Ojuela“ (Palomas Oriente) bei Mapimí (Durango) auf. Letztere ist auch aufgrund außergewöhnlich guter Kristallfunde von bis zu 25 Zentimetern Länge bekannt.
In Deutschland fand sich Legrandit unter anderem in der Grube „Silbereckle“ bei Reichenbach (Lahr/Schwarzwald) in Baden-Württemberg, auf den Schlackenhalden der Silberhütte bei Lautenthal in Niedersachsen und in der Grube Marie bei Wilnsdorf in Nordrhein-Westfalen.
Daneben konnte das Mineral noch bei Broken Hill in Australien, im „Boa Vista“-Pegmatit nahe Conselheiro Pena (Minas Gerais) in Brasilien, auf mehreren alten Schlackenhalden in der griechischen Gemeinde Lavrio, in den Gruben „Ohgibira“ bei Niimi auf Honshū und „Toroku“ am Takachiho (Kirishima-Vulkangebiet) auf Kyūshū in Japan, bei Tsumeb in Namibia, am Sanyati bei Kadoma in Simbabwe und am Sterling Hill bei Ogdensburg (Sussex County im US-Bundesstaat New Jersey) gefunden werden.